# Cocatedral de la Santíssima Mare de Déu de l'Assumpció i Sant Catello
La Concattedrale di Santissima Maria Assunta e San Catello (Cocatedral de la Santíssima Mare de Déu de l'Assumpció i Sant Catello) és l'església principal de Castellammare di Stabia i és la cocatedral de l'arquebisbat de Sorrento-Castellammare di Stabia. Erigida a partir del 1587 però consagrada el 1893, al seu interior es venera l'estàtua del patró de la ciutat estabiana, Sant Catello. És la seu parroquial i acull l'església de Gesù e Maria, l'església de Maria Santissima del Caporivo, l'església de Santa Maria dell'Orto, l'església del Santissimo Crocifisso al Rivo i l'església del Santissimo Crocifisso i Anime del Purgatorio.

## Història
La primera catedral de Castellammare di Stabia es trobava prop del turó de Varano; posteriorment es va traslladar prop del castell i finalment a la zona de l'actual plaça de Quartuccio. Arran del terratrèmol de 1436, l'edifici va patir considerables danys que van portar a la decisió de construir una catedral ex novo. El 17 de setembre de 1517, una comissió de alguns ciutadans elegits pel consell municipal van encarregar a l'arquitecte Giovanni Donadio l'encàrrec de dissenyar la nova església, però per motius desconeguts aquest projecte no es va dur a terme mai. També l'any 1569 hi va haver un segon intent del bisbe Antonio Laureo, també sense resultats.
Ludovico Maiorano, qui havia arribat a l'episcopat l'any 1581, va vendre la catedral al castell, ara reduït a ruïnes, aconseguint una justa suma per poder invertir en la construcció de la nova catedra. L'any 1587, l'administració de la ciutat va concedir l'autorització per iniciar les obres subvencionant el projecte amb una gabella, imposada als ciutadans, d'una tornese per cada quilo de carn, oli, formatge i altres aliments comprats a les botigues de la ciutat o a la Regia Dogana. La nova església es va construir sobre el restes de l'anterior a Quartuccio. L'obra va ser encarregada a l'arquitecte Pietro Antonio De Sanctis i realitzada per Santoro Cortolano i Paolo Fasano; l'inici de les obres va tenir lloc el 22 de novembre de 1587 com ho demostra la cerimònia de col·locació de la primera pedra que consta en un llibre conservat a l'arxiu històric de la catedral:
| « | A dì 22 de novembre 1587 Ludovico Mayorano, episcopus Castelli maris, buttò la prima pietra alla fabrica dello Piscopato della Cita de Castello ad mare ut supra. | » |

Les obres van avançar molt lentament, també per la contínua manca de fons econòmics, situació que es va resoldre diverses vegades amb la imposició d'un impost als ciutadans. L'obertura parcial de l'edifici al culte no es va poder fer fins a l'any 1643, any en què algunes capelles gentilícies van ser concedides a diverses famílies nobles de la ciutat. Però l'església estava lluny d'estar acabada; de fet encara faltaven elements importants com l'orgue, instal·lat el 1668 i assentat definitivament el 1774, l'atri, construït el 1713, com ho demostra una inscripció que ja no existeix:
| « | (llatí) VIRGINIS IN COELUM ASSUMPTAE ET DIVI CATELLI EPISC. CIVIS ET PATRONI TEMPLUM PUB. PEC. AN. MDLXX RESTITUTUM VESTIBULO DEMUM ET GRADIB. LAPID. EXORNARUNT ORD. P.Q. STAB. AN. MDCCXIII | (català) Els nobles i el poble d'Estàbia, l'any 1713 van moblar la catedral amb un atri i una escala de pedra, reconstruïda amb diners públics l'any 1570 i dedicada a la Mare de Déu de l'Assumpció i a Sant Catello, bisbe, ciutadà i patró. | » |

i l'altar major, les obres del qual van començar el 1753 i van acabar el 1760, quan el bisbe Giuseppe Coppola el va consagrar el 12 d'abril. També faltava el campanar; l'any 1774 es va decidir reformar l'existent però el bisbe s'hi va oposar rotundament perquè hauria hagut de renunciar a uns dos metres del seu terreny. L'any 1782, després de la intervenció del rei, es va concloure la construcció d'un nou campanar al territori municipal per una despesa de 7.323 ducats.
Entre el 1875 i el 1893, per ordre del bisbe Petagna, l'església va ser totalment modificada. Va prendre forma de creu llatina, es va crear el transsepte i el presbiteri, i es va construir la capella dedicada a Sant Catello. Durant l'excavació de la capella de la patrona van sortir a la llum restes d'una necròpolis paleocristiana, segments de carrers i llindars de cases romanes; aquest lloc va prendre el nom d'Area Christianorum. L'any 1893 l'església va ser solemnement consagrada pel bisbe Sarnelli i dedicada a Maria Santissima Assunta (Santíssima Mare de Déu de l'Assumpció), després de més de tres segles des de l'inici de la construcció. L'any 1930 va ser sotmesa a unes obres de restauració així com l'any 1980 arran dels danys causats pel terratrèmol d'Irpínia de 1980.

## Estructura

### Façana
La façana exterior de la Cocatedral de la Santíssima Mare de Déu de l'Assumpció i Sant Catello, decorada amb marbre, s'obre per tres arcs que descansen sobre quatre pilars, formant un petit atri interior al qual s'accedeix per una escala feta de piperno de Soccavo.

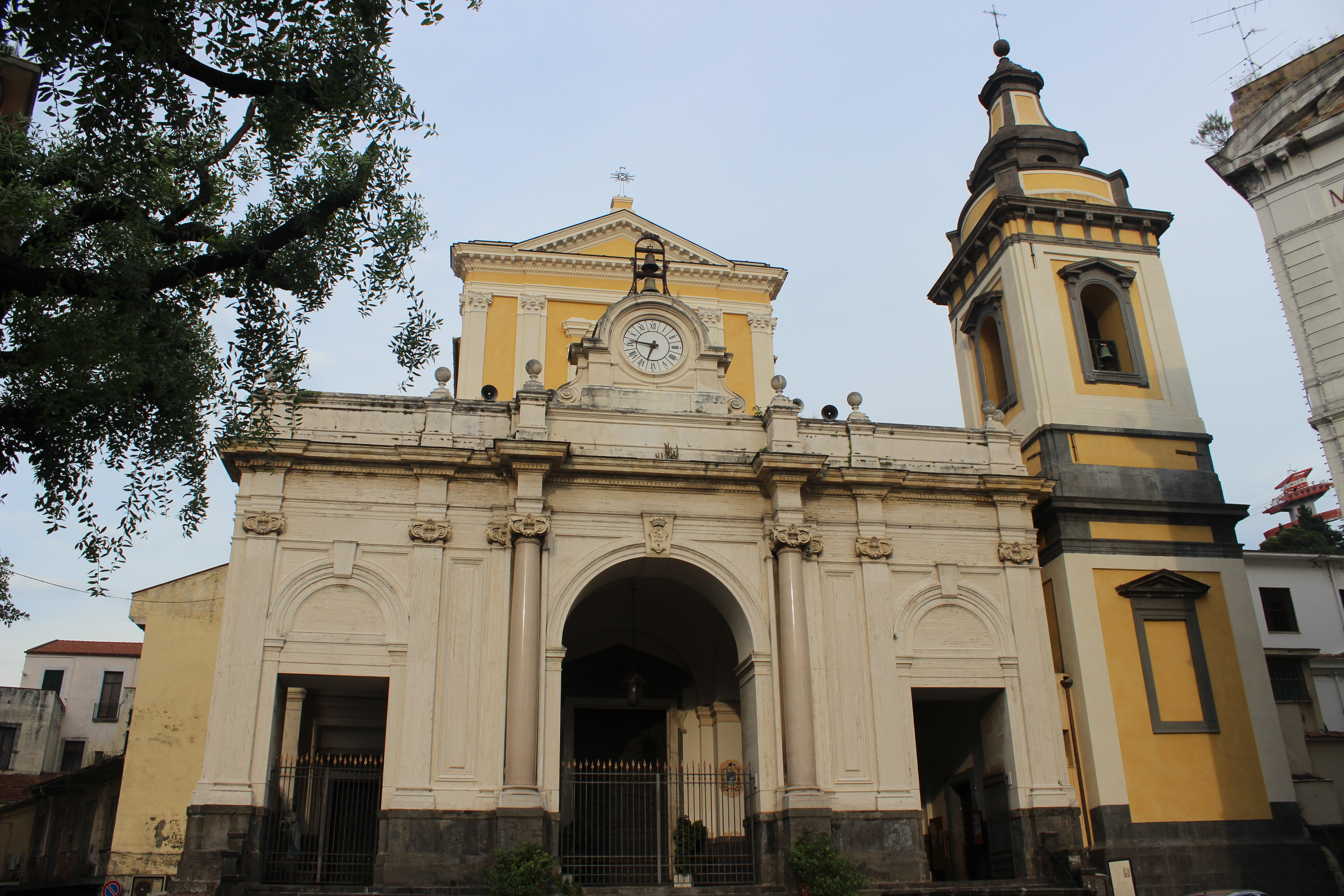
La façana de l'esglèsia

L'arc central és més gran que els altres dos i a la seva part superior porta l'escut de la ciutat. Aquest arc està recollit en dues columnes amb capitell. Al parapet de la façana hi ha un rellotge amb dues campanes petites. Es pot accedir a l'església per tres portes de bronze, obsequi l'any 1985 de la Banca Stabiese, obra de l'escultor florentí Antonio Berti. L'arc central és més gran i té més elements decoratius, mentre que els dos arcs laterals són més petits i senzills.

### Nau central
L'església de Maria Santissima Assunta és una basílica amb forma de creu llatina. L'interior està dividida en tres naus, una central i dues laterals més petites sobre les quals s'obren cinc capelles. El paviment és de marbre blanc i gris (octogonal o de forma quadrada), mentre que al centre de la nau principal hi ha l'antic sepulcre dels sacerdots estabians.
Al mur que delimita la part posterior de l'església hi ha un monument funerari amb l'escultura del rostre de Tommaso Angelo d'Arco i tres làpides de marbre: 
- una recorda la visita del papa Pius IX a Castellammare di Stabia el 22 d'octubre de 1849,
- una segona està dedicada a les obres de reforma realitzades pel bisbe Giuseppe Coppola l'any 1760,
- la tercera està dedicada a les obres d'ampliació que van tenir lloc entre 1887 i 1893.[5]

També a la part inferior, sobre una mena d'entresòl sostingut per quatre columnes, hi ha l'orgue als costats del qual hi ha dues pintures, una que representa Noè i l'altra Abraham.

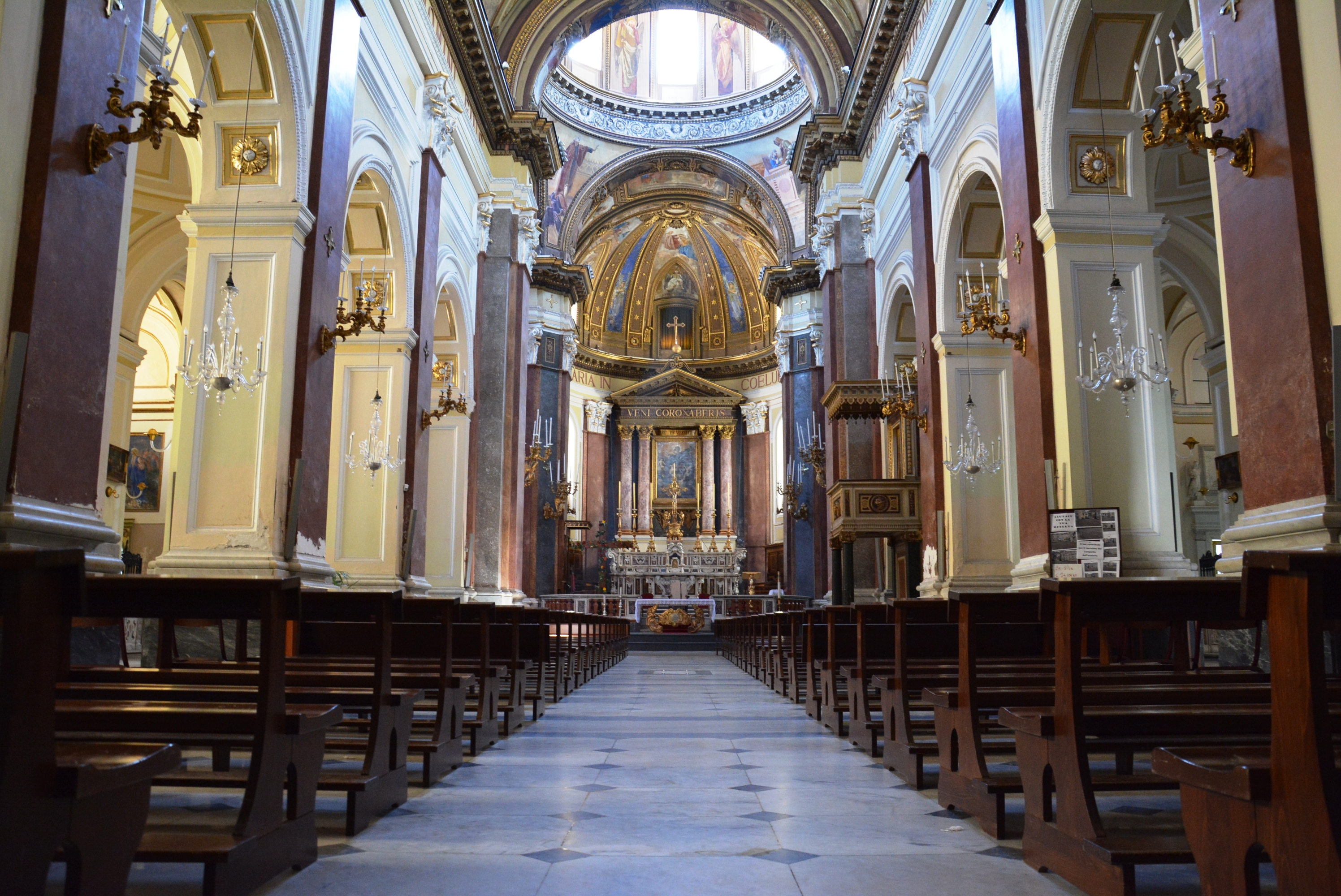
La nau central
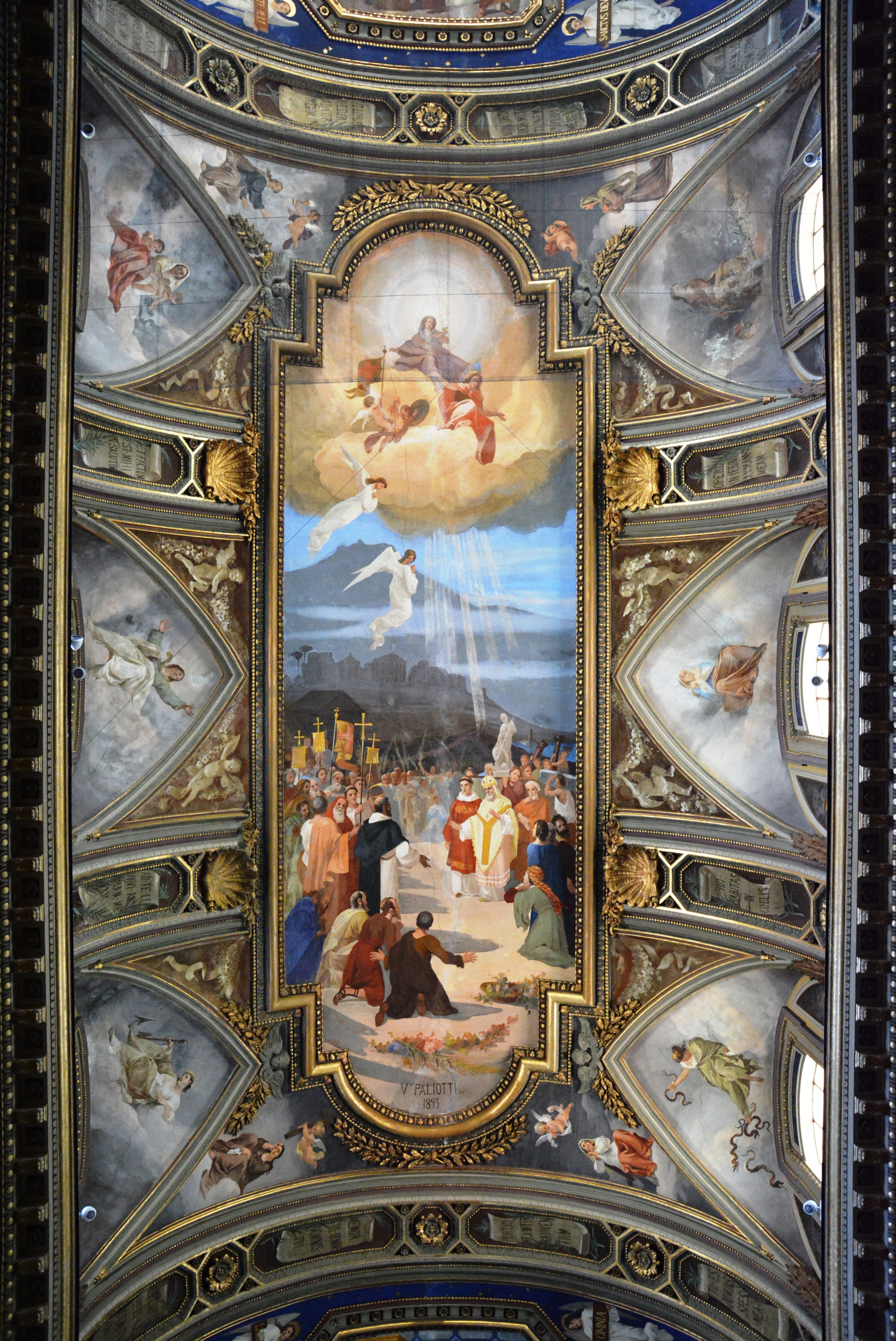
La volta amb les pintures de Vincenzo Paliotti

La nau central està separada de les naus laterals per cinc arcs a cada costat, que descansen sobre deu columnes fetes amb piperno i decorades amb estuc, medallons i daurats. La volta està pintada al fresc amb tres pintures de Vincenzo Paliotti que es remunten al 1983, que representen escenes de la vida de sant Catello: sant Catello a la presó de Roma (on rep la visita de sant Gregori el Gran), sant Catello lliure de la presó i el retorn de sant Catello a Estàbia (que és la més gran). Deu llunetes envolten els frescos i representen les virtuts que van caracteritzar la vida de sant Catello, és a dir, la fiabilitat, la perseverança, el zel, la longanimitat, el perdó, l'almoina, la pregària, la fe, la caritat i l'esperança. Als frisos de la nau central es poden llegir els versos d'un salm que diu:
| « | SCITOTE QUONIAM MIRIFICAVIT DOMINUS SANCTUM SUUM. AFFERTE GLORIAM ET HONOREM NOMINI EIUS | » |

### Les capelles de la nau esquerra
Les estàtues, algunes realitzades per Giuseppe Sanmartino, el mateix escultor del Crist Velat present a la capella Sansevero de Nàpols, pertanyien a la col·lecció privada del bisbe Francesco Petagna i tenen una alçada que varia des de 90 cm fins a un metre i mig, i estan vestits amb teixits preciosos també utilitzats per confeccionar hàbits.
Fins unes dècades després de la Segona Guerra Mundial, les dimensions del pessebre eren molt més grans que les actuals, tant que es podia passejar entre les figures, i era muntat pels treballadors de la drassana de Castellammare di Stabia.
A la nau esquerra hi ha cinc capelles.
La capella del Baptisteri, anomenada així per la presència d'un baptisteri de marbre, està decorada amb un llenç inacabat que representa el lliurament de les claus a sant Pere, pintat per Giuseppe Bonito i adquirit l'any 1888 per consell del pintor Domenico Morelli. A les parets laterals hi ha dues obres al tremp que representen el baptisme de Jesús i Jesús i els nens, de Francesco De Nicola. A un costat de la capella hi ha una columna de marbre d'època paleocristiana, amb capitell de marbre, trobada durant les excavacions per a la construcció de la capella de sant Catello.
La capella de Lourdes, abans dedicada a sant Gaietà, està dedicada a la Mare de Déu de Lourdes. A l'altar central es reprodueix un decorat d'estuc i suro de la gruta de les aparicions de Massavielha a Lourdes, amb l'estàtua de la Mare de Déu i de Bernadette en pregària als seus peus. A les parets laterals es representa l'aparició de la Mare de Déu a la gruta Massavielha i la processó amb el Santíssim Sacrament, de Francesco De Nicola. Ambdues obres són de 1929 i fetes amb tremp. Antigament, la capella albergava un quadre de la Mare de Déu amb sant Tomàs i sant Gaietà, avui traslladat a l'ala esquerra del creuer.
La capella de la Mare de Déu del Carme (Madonna del Carmine), sota el patrocini de la família Longobardi, fou dedicada originàriament a sant Miquel Arcàngel. A l'altar central hi ha el llenç de la Mare de Déu lliurant ànimes del Purgatori, de 1793, pintat per Angelo Mozzillo. A la paret dreta es pot veure el tremp de santa Teresa del Nen Jesús i una placa de marbre que recorda una restauració realitzada l'any 1853, mentre que al mur esquerre un altre tremp que representa santa Lluïsa de Marillac.
La capella de sant Francesc de Sales (San Francesco di Sales) estava sota el patrocini de la família Cotticelli. Té una estàtua de fusta del sant i a les parets laterals dues pintures al tremp que representen diferents moments de la vida de sant Francesc de Sales; la de la dreta és obra de Salvatore Franciosa i data de 1932, mentre que la de l'esquerra és de Francesco De Nicola.
La capella del Santíssim Crucifix té a l'altar central un crucifix de fusta del segle xvii. El Crist té el cap lleugerament girat cap a l'esquerra, els peus estan fixats a la creu per un sol clau, i al costat i al pit té obertes dues grans ferides. A les parets laterals de la capella hi ha dos nínxols en els quals hi ha col·locades dues estàtues de fusta, ambdues del segle xix, una de sant Blai de Sebaste (sant Biagio) i l'altra de la Mare de Déu dels Dolors (l'Addolorata), que originàriament es trobava a l'actual capella de l'Ara Pacis. Aquesta última estàtua, feta entre finals del segle xviii i principis del xix, és d'estopa, amb el cap, les mans, els braços, els peus i les cames de fusta, ulls de cristall i va vestida amb un vestit negre adornat amb puntes d'or; fa molts anys, durant el Divendres Sant, l'estàtua es vestia un vestit de seda negra d'estil espanyol brodat en or. Al mur central hi ha una porta que dona accés a l'antiga sagristia.

### Les capelles de la nau dreta
A la nau dreta hi ha cinc capelles.
La capella de sant Nicolau va ser creada l'any 1268 per la família De Rogatis, els escuts nobiliaris de la qual estan col·locats als laterals del transsepte i s'anomena així per la presència d'una pintura a l'altar central de Giovanbattista Spinelli, que representa sant Nicolau de Mira. A les parets laterals hi ha pintades al fresc l'efígie de santa Bàrbara en acte d'agenollament, amb túnica blanca i capa vermella i al cap la diadema del martiri, i sant Antoni de Pàdua agenollat davant el nen Jesús col·locat sobre un núvol. Ambdues obres són de Salvatore Mollo i daten de 1776. Als peus de l'altar hi ha una estàtua de Crist deposada.
La capella de la Mare de Déu del Roser, originària de la família Cacace i venuda l'any 1825 a la Giordano, té al centre de l'altar una pintura de 1570, probablement de Ludovico De Maio (o segons altres d'un pintor desconegut) del segle xvi, que representa la Mare de Déu del Roser. El quadre es trobava originàriament a la basílica de San Lorenzo Maggiore de Nàpols, a la capella noble de la família De Caro, després va passar en successió a l'estabià Giovan Camillo Cacace qui va portar la pintura a Castellammare di Stabia substituint la de Nàpols per una de nova. Els personatges són tots a mida natural; al centre hi ha la Mare de Déu del Roser i als seus peus, a un costat, santa Caterina de Siena, santa Llúcia de Siracusa i santa Margarida d'Antioquia, mentre que a l'altre es troben sant Domènec de Guzmán, sant Francesc de Paula i sant Francesc d'Assís. La pintura presenta diversos problemes de conservació, sobretot les esquerdes, senyal de les juntes dels taulons de fusta subjacents. A les parets laterals dues obres del segle xvi de Giovan Vincenzo D'Onofrio de Forlì del Sannio: l'Assumpció que representa els apòstols al sepulcre buit de la Verge que al seu torn està asseguda sobre un tron de núvols, i la Nativitat amb la Verge amb túnica vermella i mantell blau, sant Josep en pregària i un grup de pastorets. Al mur esquerre hi ha la capella del bisbe Agostino D'Arco.

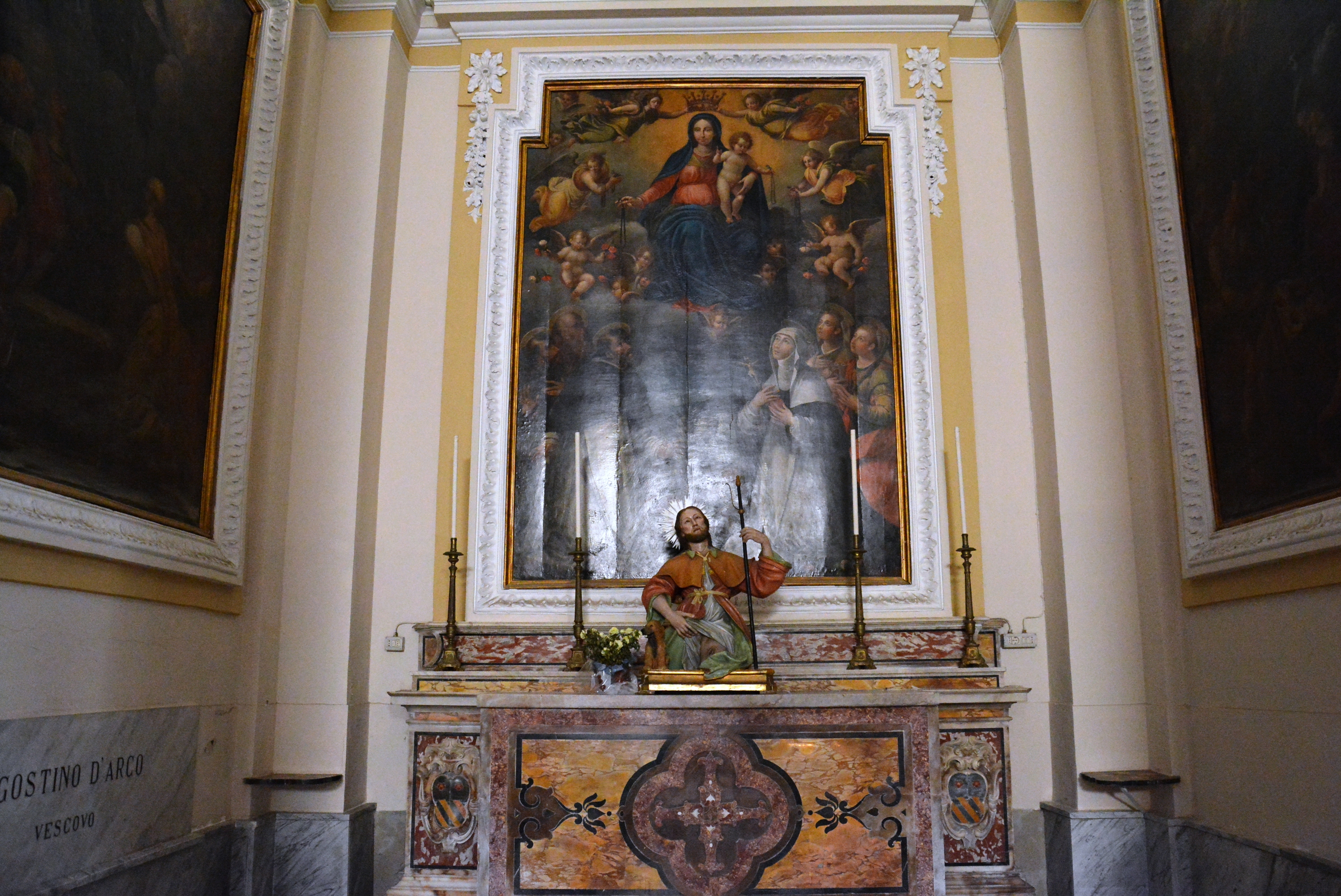
La capella de la Mare de Déu del Roser, amb una taula del 1570

La capella de la Sagrada Família, sota el patrocini del Capítol de la Catedral, presenta a l'altar central una composició de tres estàtues, d'un artista desconegut del segle xviii, que representen santa Anna, sant Joaquim i Maria quan era nena; els busts estan fets de paper maixé excepte el cap, les mans i els peus que són de fusta, mentre que la roba és de guix. A la paret esquerra hi ha representada la Visitació de la Verge, de Giacinto Diana (que data de 1802), mentre que a la dreta hi ha el llenç de san Felip Neri, inspirat en el de Guido Reni, situat a l'església romana de Santa Maria a Volpicella; el quadre va ser desitjat pel bisbe Giuseppe Coppola en el període comprès entre 1750 i 1760.
La capella de la Immaculada Concepció s'anomena així per la presència a l'altar central d'una estàtua de fusta que representa la Immaculada Concepció, donada com a obsequi pel bisbe Petagna o pel mossèn Angelo Maria Scanzano. A la paret de l'esquerra hi ha un baix relleu que representa la nena Maria presentada al temple; la jove Maria està en l'acte de pujar les escales del temple amb el gran sacerdot agafant-li l'esquena, i els seus pares, Anna i Joaquim, darrere seu. Sota el fresc hi ha una estatueta del Nen Jesús que data del segle xix. A la paret dreta hi ha un baix relleu sobre l'Anunciació, d'obra senzilla, que representa la Mare de Déu i l'arcàngel Gabriel. Al peu del fresc hi ha una estàtua de cartapesta de sant Antoni. Els baixos relleus d'aquesta capella es van fer l'any 1838.
La capella de sant Catello.

### La capella de sant Catello
Una de les cinc capelles de la nau dreta és més ampla que les altres i també és de construcció més recent. És la capella de sant Catello, construïda l'any 1789, al costat de la capella del Santíssim Crucifix, dissenyada per l'arquitecte Ignazio Rispoli i sota la direcció de l'enginyer Giovanni Rispoli. La capella està precedida per un deambulatori on es col·loquen els sepulcres dels bisbes Agostino D'Arco i Francesco Saverino Petagna. Després segueixen dues plaques de bronze commemoratives de l'erupció del Vesuvi del 1906 i d'una riuada que va afectar la zona de Castellammare di Stabia l'any 1764. Un curt passadís divideix la capella del deambulatori, amb la volta decorada amb medallons que representen els bisbes estabians, que condueix a la rectoria i la sagristia. La capella de Sant Catello, pintada al fresc per Paolo Amato, té una cúpula on es representa la Glòria del Sant, mentre que als cassetons de la volta hi ha representat els dotze apòstols i en llunetes triangulars, col·locades al costat dels arcs, es representen les quatre virtuts cardinals: Prudència (amb un mirall i un llum), Justícia (amb una balança), Fortitud (amb un escut) i Temprança (en l'acte de collir una palma).

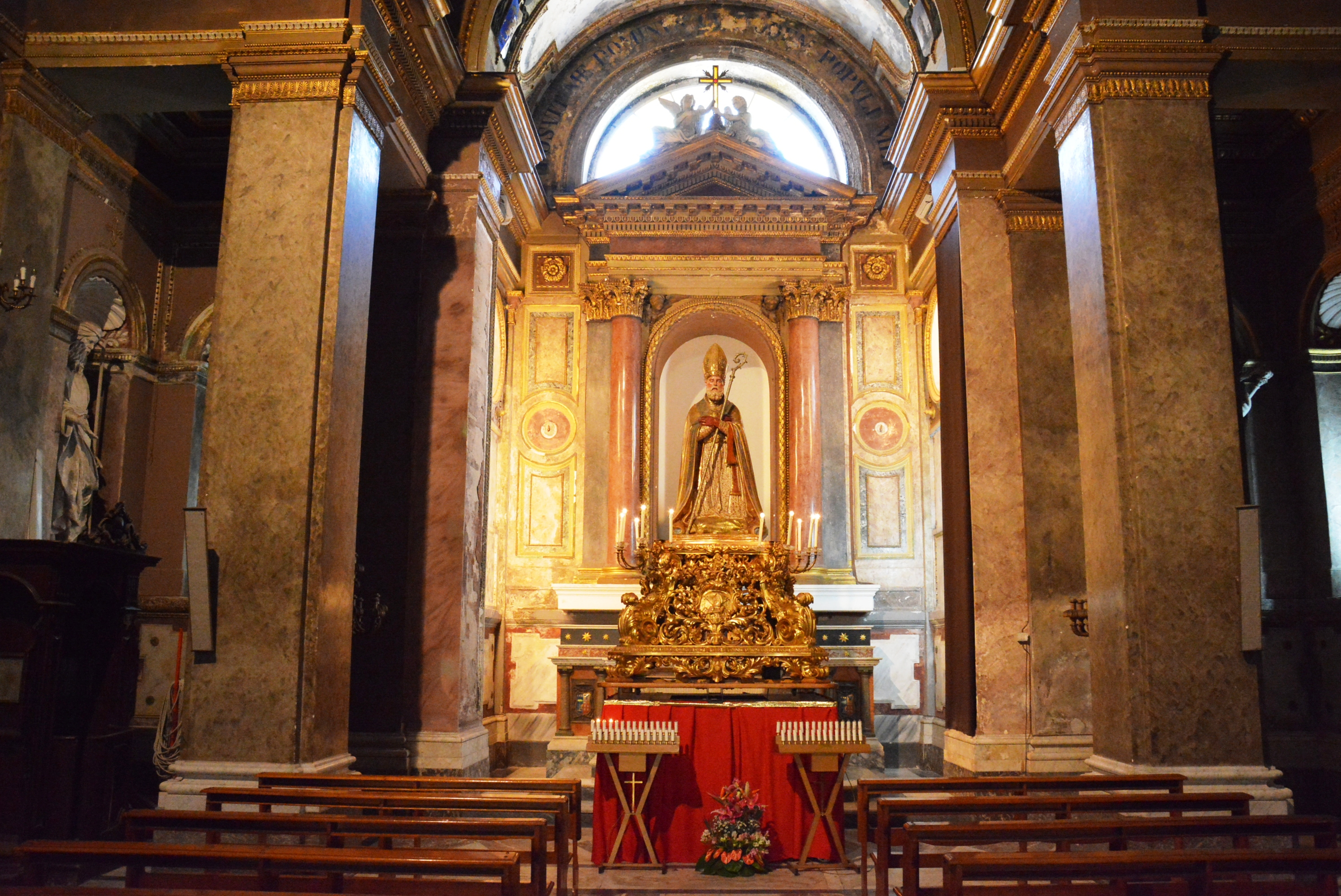
La capella de sant Catello

L'altar central, coronat per l'estàtua de Sant Catello, és de bronze i marbre. Sota la taula hi ha un sarcòfag d'origen paleocristià trobat durant la construcció de la capella, que data del segle iii i que representa el Bon Pastor, com també descriu Francesco Di Capua:
| « | Al mig, es veu una matrona dempeus amb quitó i capa; aguanta un volum amb les dues mans; a l'esquerra té una nena que reparteix una cinta. Dos pastors estan esculpits als dos extrems: el de l'esquerra és jove i imberbe, el de la dreta és madur i quasi barbut. Porten un moltó a les espatlles. Aquest sarcòfag, en el qual va ser enterrat una jove cristiana anomenada Cornèlia Ferocia, és un dels sarcòfags cristians més antics amb el símbol del Bon Pastor. | » |

De nou als laterals de l'altar, es pot veure una representació de l'erupció del Vesuvi del 1906 i una escena de la guerra de 1940, ambdues realitzades l'any 1957 per Francesco Filosa. A la volta de l'altar i al mur d'entrada de la capella hi ha dos frescos de Vincenzo Paliotti que representen respectivament la Mare de Déu enmig dels àngels i l'aparició de l'arcàngel Miquel a Sant Catello i Sant Antoni al mont Faito. A l'altar hi ha l'estàtua de fusta del sant Catello, feta l'any 1609 per un artista anònim. A les parets laterals hi ha dos reliquiaris amb forma de creu, fets l'any 1882 per Luigi Prezioso i Francesco Galante, a instàncies del pare Brunone, i uns nínxols amb una recent estàtua de l'Infant Jesús de Praga a l'interior i una estàtua de fusta del segle xix que representa el papa sant Climent, procedent de l'església de la Vergine della Saletta de Sant'Antonio Abate; el sant es presenta amb llargs cabells blancs i barba, ulls de cristall, roba pontifícia i a la mà una ploma de fusta. Per donar llum a l'entorn, dos grans finestrals amb vidres de colors i decorats amb les efígies dels sants patrons de la ciutat, concretament sant Francesc d'Assís, sant Domènec de Guzmán, sant Vicent Ferrer i sant Francesc Xavier; aquestes obres van ser creades per Vincenzo Paliotti.

### El creuer
El creuer de la Cocatedral de la Santíssima Mare de Déu de l'Assumpció i Sant Catello està dividida en l'ala dreta i l'esquerra, i totes dues tenen dues capelles.
L'ala esquerra està dedicada al Sagrat Cor de Jesús, embellit amb una estàtua de fusta de finals del segle xix de Reccia di Napoli; el Crist es presenta amb un rostre jove i barbut, amb una túnica blava i una capa celeste, i un cor embolicat en flames al pit. La volta està pintada al fresc amb dues pintures de Vincenzo Paliotti, que es remunten a l'any 1891, una de més petita, que representa Jesús enmig de les multituds llanguides i una, més gran, dedicada a l'aparició del cor de Jesús a santa Margarida; del mateix autor també el fresc Moisès i Elies, situat prop del gran finestral.
Les capelles de l'ala esquerra són la del Santíssim Sacrament, totalment restaurada l'any 1996 i la de l'Ara Pacis. La primera és de planta octogonal; a l'altar major hi ha la pintura del Davallament de la creu, feta o bé per Jusepe de Ribera o per Andrea da Salerno, que representa la Trinitat entre els sants Joan Baptista i Joan Evangelista. També a l'altar major, que data del segle xviii, el tabernacle fet al segle xix amb àgata siciliana, lapislàtzuli i diàspor. Entre les altres obres presents hi ha un baldaquí de 1518 atribuït a Andrea Ferrucci, un santuari per als olis sants del segle xvii, una representació de la pesca de sant Pere, i diversos frescos que adornen la cúpula com l'últim sopar de Jesús amb els apòstols, el mannà del desert, el sacrifici de Melquisedec, i l'àngel que porta el pa a Elies al cim de l'Horeb.

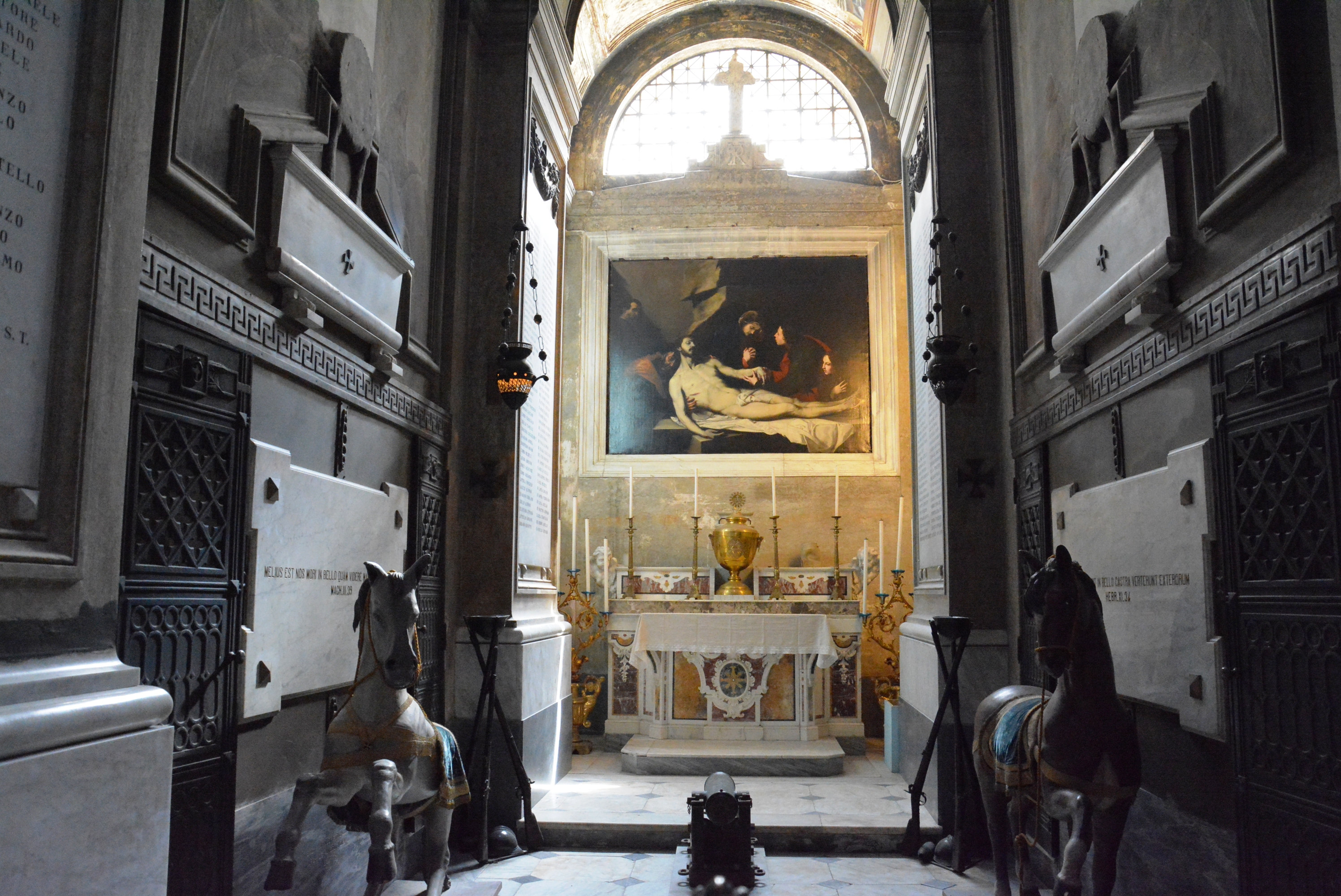
L'altar de l'Ara Pacis amb el quadre de Josep de Ribera
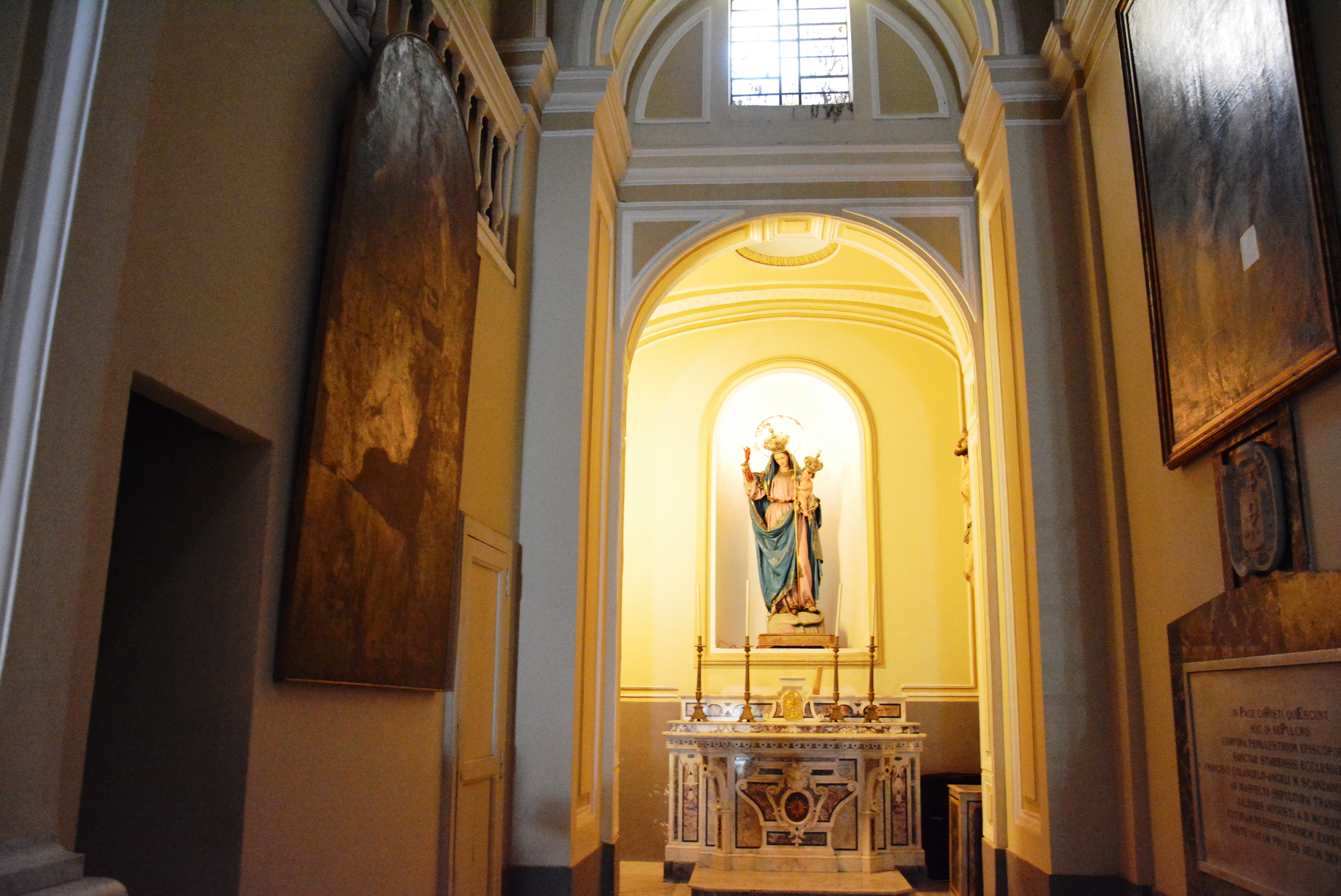
La capella de la Madonna dei Flagelli

La capella de l'Ara Pacis, dedicada originàriament a la Immaculada Concepció, va ser encarregada pel sacerdot Raffaele Vanacore i construïda entre 1924 i 1928 sobre un projecte de Giuseppe Pandolci. L'obra més important és un llenç de Jusepe de Ribera que representa el Davallament de la creu, regal d'un comte al bisbe Sarnelli. El tema principal de la capella és el record de les víctimes de la Primera Guerra Mundial; de fet hi ha 6 làpides de marbre sobre les quals estan esculpits els noms dels estabians caiguts a la gran guerra, mentre que prop de l'altar hi ha quatre cascos, sis mosquets, dos obusos i un canó de la Primera Guerra Mundial. La capella té diversos frescos al tremp de Salvatore Franciosa de 1925 i un llum votiu, feta pels treballadors de la drassana, que penja del sostre. La capella té l'entrada delimitada per una porta de ferro que porta la inscripció:
| « | SANCTA ET SALUBRIS EST COGITATIO PRO DEFUNCTIS EXORARE V. AVERAIMO | » |

L'ala dreta del creuer de la catedral està dedicat a Sant Josep; hi ha l'estàtua de fusta homònima, obra de Reccia di Napoli i el sant té un aspecte envellit, túnica porpra i mantell marró, i porta Jesús dormint als seus braços. Així com l'ala esquerra, també l'ala dreta té la volta pintada al fresc amb dues pintures de Paliotti, datades de 1890, que representen la Glòria de Sant Josep i el Patronat del Sant. Prop del gran finestral hi ha un fresc d'un Josep ancià i el rei David.
Les dues capelles estan dedicades a Sant Miquel Arcàngel i a la Mare de Déu de l'Aflicció (Madonna dei Flagelli). La capella de Sant Miquel Arcàngel té planta octogonal i a l'altar central hi ha l'estàtua de marbre de Sant Miquel Arcàngel que abans estava a l'església homònima del mont Faito; l'estatueta pot ser d'origen medieval fins i tot si la tradició diu que va ser donada pel papa Gregori el Gran a Sant Catello al segle vi. Els frescos al tremp que adornen la capella són tots de Salvatore Cozzolino; a les parets hi ha representat Sant Pere salvat per l'arcàngel de la presó i Sant Miquel perseguint Satanàs des de la tomba de Moisès, mentre que a la volta es pot veure l'escala de Jacob, la caiguda dels àngels rebels, els àngels que criden als morts al judici i el tres àngels que es presenten a Abraham. A la capella hi ha un cor de fusta, també conegut com el cor d'hivern, ja que el Capítol de la Catedral es reunia a l'època de fred; es va construir entre 1904 i 1920, a partir d'un disseny de Giovanni Rispoli.
La capella de la Madonna dei Flagelli, abans anomenada pessebre, té a l'altar major una estàtua de la Mare de Déu de l'Aflicció datada del segle xix; el rostre, les mans i els peus de la Mare de Déu i de Jesús són de fusta. mentre que la resta del cos de paper maixé. A la paret esquerra hi ha un llenç de Ribera de l'Adoració dels Pastors, semblant a l'exposat al Louvre de París, del mateix autor, i a la paret dreta un monument de marbre realitzat per Francesco Jerace, en memòria del bisbe Sarnelli.

### L'altar major
L'altar major data del segle xviii i està decorat amb marbres de colors. A la seva part superior hi ha col·locat el llenç de l'Assumpció, de Nunzio Rossi, que data del segle xviii; a la imatge set apòstols de mig cos, quatre dels quals miren el sepulcre buit i tres en lloc de la Verge sobre un núvol, envoltats per amorets i querubins. Les parets laterals estan embellides amb dos llenços d'autors desconeguts, tots dos del segle xviii, que representen escenes de l'Antic Testament i, precisament, el de la dreta el sacrifici d'Isaac, mentre que el de l'esquerra Agar que veu agonitzar al desert de Beerxeba al seu fill Ismael.

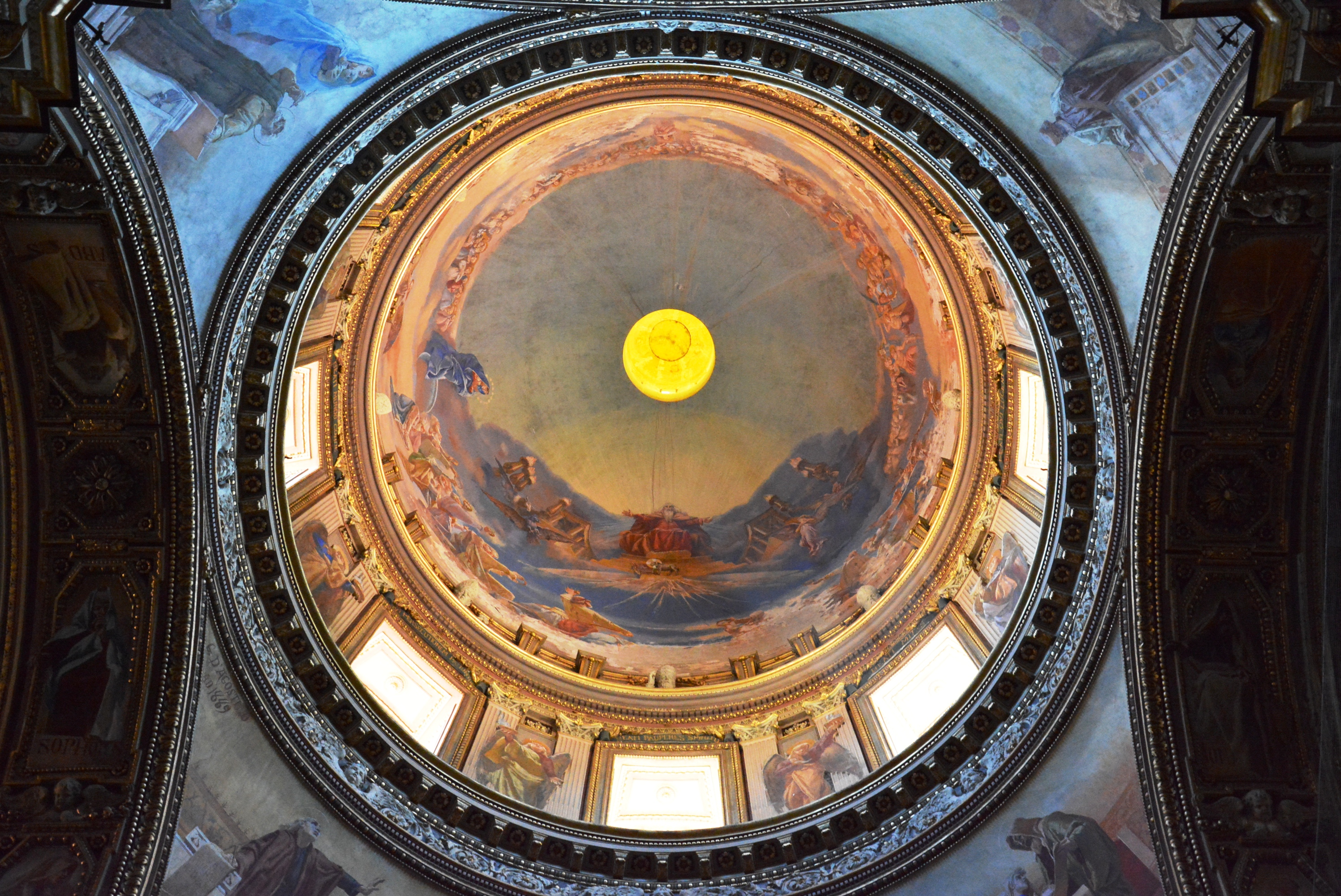
La cúpula sobre l'altar major

Al voltant de l'altar hi ha un cor de fusta, procedent de l'església de la Pau de Castellammare di Stabia amb dos ordres de seients; el superior reservat als canonges i l'inferior als abdomadari. Davant de cada parada hi ha un anell de ferro on es col·loquen els canelobres i també hi havia una escopidora, tancada fa molts anys per motius d'higiene. A la volta hi ha cinc grans finestrals, en les llunetes de les quals estan representats els cinc símbols de la Mare de Déu, Vas spirituale, Vas honorabile, Stella matutina, Rosa in Iericho, i Lilium convallium, d'estil romà d'Orient, així com tres frescos de 1888 que representen sant Josep adormit i Maria en contemplació, la presentació de Maria al temple i la Mare de Déu coronada per Jesús, mentre que el fresc central de la volta representa Maria sortint del sepulcre. A les quatre cantonades es reprodueixen els quatre doctors de l'Església antiga: sant Atanasi, sant Gregori de Nazianz, sant Basili el Gran i sant Joan Crisòstom.

### La cúpula
La cúpula descansa sobre quatre pilars que formen quatre grans arcs, amb els fons dividits en cassetons, en els quals s'hi representen els setze profetes majors. A l'interior de la cúpula hi ha representat l'Apocalipsi i els quatre evangelistes: Sant Joan amb l'àguila, Sant Mateu amb l'àngel, Sant Lluc amb el bou i Sant Marc amb el lleó. També a l'interior de la cúpula hi ha els busts de vuit bisbes que durant la seva vida van celebrar les glòries de la Mare de Déu: sant Pius V, sant Germà de París, sant Pere Damià, sant Ildefons, sant Bonaventura de Bagnoregio, sant Anselm de Canterbury, sant. Francesc de Sales i sant Alfons Maria de Liguori.